# Керімбаєв Даніял
Даніял Керімбаєв (нар. 29 березня 1909, аул № 14 Сирдар'їнської області, тепер Каркаралінського району Карагандинської області, Республіка Казахстан — 6 січня 1982, місто Алма-Ата, тепер місто Алмати, Республіка Казахстан) — радянський діяч, голова Президії Верховної Ради Казахської РСР (1947—1954). Член ЦК КП(б) Казахстану, член Бюро ЦК КП(б) Казахстану (1949—1954). Депутат Верховної Ради СРСР 1—4-го скликань (1941—1958).

## Біографія
Народився в селянській родині. Трудову діяльність розпочав у 1930 році інструктором районної колгоспної спілки.
З 1930 по 1931 рік навчався в Казахському педагогічному інституті.
У 1931 році — начальник відділу кадрів Коунрадської копальні Казакської АРСР.
З 1931 по 1932 рік навчався в Семипалатинському навчальному комбінаті.
У 1932—1933 роках — технік-маркшейдер «Прибалхашбуду» Казакської АРСР.
З 1933 по 1935 рік служив у Червоній армії.
У 1935—1937 роках — старший технік-землевпорядник Кустанайського обласного земельного відділу Казахської РСР.
У 1937 році — завідувач Тургайського районного союззаготхутра Кустанайської області.
У 1937—1938 роках — заступник голови, голова виконавчого комітету Тургайської районної ради Казахської РСР.
У 1938—1940 роках — заступник, 1-й заступник голови виконавчого комітету Кустанайської обласної ради депутатів трудящих.
Член ВКП(б) з 1939 року.
У 1940—1945 роках — голова виконавчого комітету Кустанайської обласної ради депутатів трудящих.
У березні 1945 — березні 1947 роках — голова виконавчого комітету Павлодарської обласної ради депутатів трудящих.
20 березня 1947 — 23 березня 1954 року — голова Президії Верховної Ради Казахської РСР.
У 1951 році закінчив заочно Казахський державний університет імені Кірова.
У 1954—1956 роках — голова виконавчого комітету Північно-Казахстанської обласної ради депутатів трудящих.
У 1956—1961 роках — 1-й заступник голови виконавчого комітету Північно-Казахстанської обласної ради депутатів трудящих.
З 1961 року — на пенсії.
Після виходу на пенсію працював заступником начальника комплексної гідрогеологічної експедиції, заступником голови групового комітету профспілок, заступником начальника вугільної державної районної електростанції, начальником відділу кадрів Центрально-Казахстанського геологічного управління, заступником начальника Гідрогеологічного управління Міністерства геології Казахської РСР, заступником начальника Казахської гідрометеорологічної служби.

## Нагороди
- орден Леніна
- два ордени Трудового Червоного Прапора
- орден «Знак Пошани»
- орден Вітчизняної війни І ст.
- медалі